# 2022年11月五大湖冬季风暴
2022年11月五大湖冬季风暴是一场影响宾夕法尼亚州、俄亥俄州和纽约州部分地区的冬季风暴。此次冬季風暴造成至少四人死亡。

## 气象史
2022年11月16日世界标准时间18:00左右开始，纽约州水牛城以南出現降雪。6,000多人家中開始断电。 

### 積雪厚度
| 州     | 市鎮       | 積雪厚度        |
| ------ | ---------- | --------------- |
| 纽约州 | 漢堡       | 81.2英寸（206） |
| 纽约州 | 奥查德帕克 | 80英寸（200）   |
| 纽约州 | 天然桥村   | 70.9英寸（180） |
| 纽约州 | 布莱斯德尔 | 65英寸（170）   |
| 纽约州 | 沃特敦市   | 57.4英寸（146） |
| 來源:  |            |                 |

## 預警

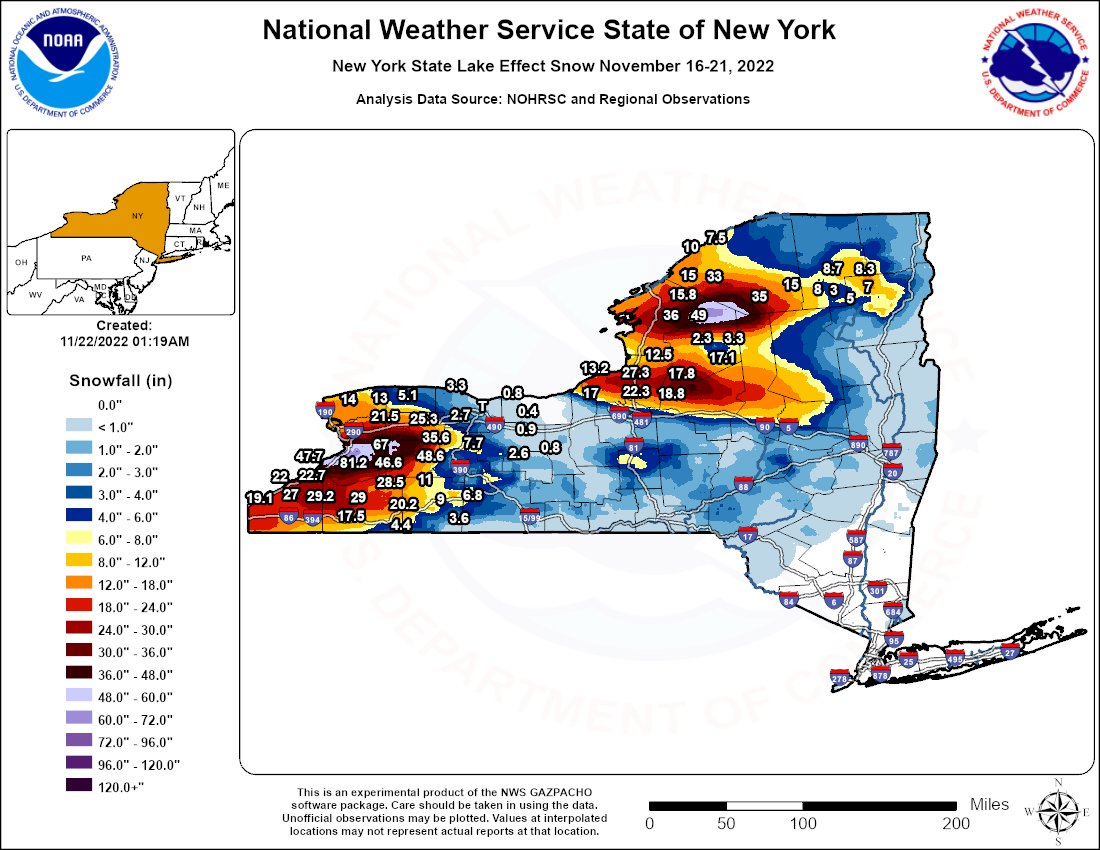
2022年11月16日至21日纽约州的降雪总量

宾夕法尼亚州、纽约州、俄亥俄州、密西根州、印第安纳州和威斯康辛州等六个州发布了天氣預警。纽约州州长凱西·霍赫爾宣布該州11个县进入紧急状态。  布法罗比尔與克利夫兰布朗的比赛被迫在底特律舉行。布法罗尼亚加拉国际机场多個航班被取消。美鐵多個车站關閉，伊利縣暂停巴士服务。

## 影响

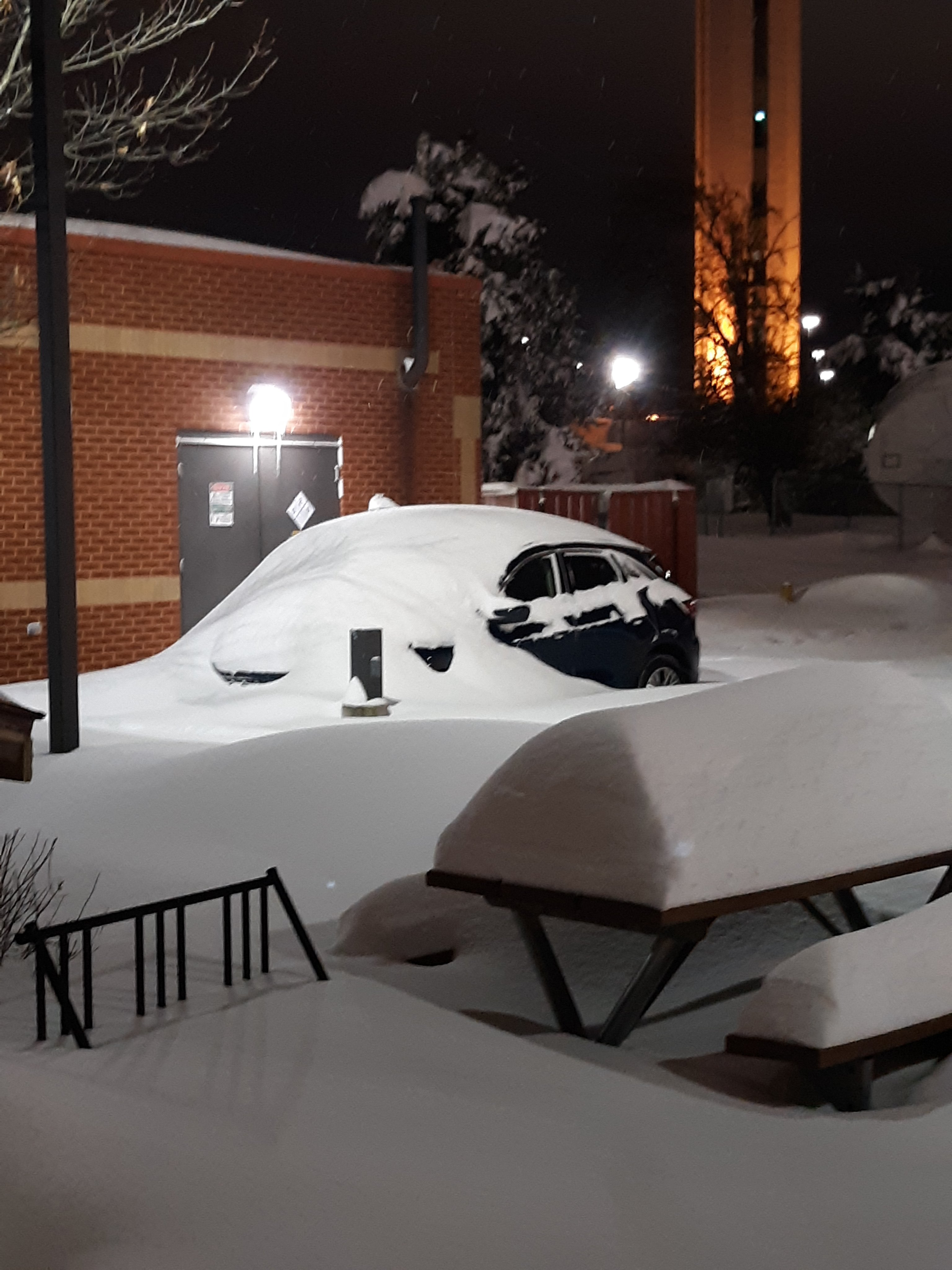
2022年11月19日上午，水牛城的降雪量已達30.2英寸。

截至北美东部时区11月18日上午 8 点，已有8,000人家中出現断电。至少有两人由于铲雪后出現的心搏停止而死亡。哈姆萊特有一人因扫雪机翻车而死亡。